# Dhatiwang
Dhatiwang (nepalski: धातिवाङ) – gaun wikas samiti w zachodniej części Nepalu w strefie Lumbini w dystrykcie Arghakhanchi. Według nepalskiego spisu powszechnego z 2011 roku liczył on 426 gospodarstw domowych i 1843 mieszkańców (1074 kobiety i 769 mężczyzn).